# Câmara dos Conselheiros
A Câmara dos Conselheiros (参議院, Sangiin) é a câmara alta da Dieta, o parlamento japonês. A Casa dos Representantes é a câmara baixa. A Câmara dos Conselheiros é a sucessora da Câmara dos Pares do Japão do período anterior à Segunda Guerra Mundial, equivalente japonês à Câmara dos Lordes britânica.
Se as duas câmaras discordarem em matérias de orçamento, tratados, ou na escolha do primeiro-ministro, a Câmara dos Representantes pode fazer valer a sua decisão. Em todos os outros tipos de decisões, a Câmara dos Representantes só pode se sobrepor ao voto da Câmara dos Conselheiros por uma maioria de dois terços dos membros presentes na votação. No entanto, com a introdução da representação proporcional da Câmara dos Representantes, a câmara alta aumentou significativamente o seu poder de veto, resultando em seguidas impossibilidades dos governos em obter dois terços em quase todas as eleições gerais, como no caso recente da privatização dos correios. Esta particularidade faz da Câmara dos Conselheiros uma instituição tão poderosa quanto o Senado da Austrália ou o Senado dos Estados Unidos em sua capacidade de influenciar as políticas públicas.
A Câmara dos Conselheiros tem 242 membros com mandatos de seis anos, dois anos a mais do que os mandatos da Câmara dos Representantes. Os conselheiros devem ter pelo menos 30 anos de idade, contra os 25 necessários para a Câmara dos Representantes. A Câmara dos Conselheiros não pode ser dissolvida, já que apenas metade de seus membros são reeleitos a cada eleição, através de um processo de votações paralelas. Das 121 cadeiras disponíveis em cada eleição, 73 são eleitas dos 47 distritos prefeiturais (através do voto único e não-transferível) e 48 são eleitas duma lista nacional através da representação proporcional. Até a eleição de 1998, existiam 252 membros, 126 eleitos alternadamente: 76 dos distritos prefeiturais e 50 de todo o país. Nas eleições de 2001 estes números foram reduzidos, e o número total era de 247 (126 eleitos em 1998 e 121 eleitos em 2001).

## Composição
| Partido | Partido                                     | Ideologia               | Espectro        | Mandatos  |
| ------- | ------------------------------------------- | ----------------------- | --------------- | --------- |
|         | Partido Liberal Democrata                   | Conservadorismo         | Direita         | 113 / 245 |
|         | Novo Komeito                                | Conservadorismo social  | Direita         | 28 / 245  |
|         | Partido Democrático Constitucional do Japão | Social-Democracia       | Centro-esquerda | 33 / 245  |
|         | Partido Democrático do Povo                 | Conservadorismo liberal | Centro-direita  | 23 / 245  |
|         | Coligação Partido Social Democrata          | Social-Democracia       | Centro-esquerda | 2 / 245   |
|         | Partido Comunista Japonês                   | Comunismo               | Esquerda        | 13 / 245  |
|         | Nippon Ishin no Kai                         | Nacionalismo japonês    | Direita         | 16 / 245  |
|         | Turbilhão de Okinawa                        |                         |                 | 2 / 245   |
|         | Independente                                | Pega-tudo               | Centro          | 6 / 245   |